# 版面费
版面费，是指学术期刊向文章发表者收取的一种费用。
收取版面费的现象，在世界各国的学术界普遍存在。多数理论型学术刊物，较难走入市场，版面费的收取目的是为了弥补办刊经费的不足。例如美国的《科学》杂志，会就论文中的彩色图表向作者收费，第一张为650美元，以后每增加一张收取450美元。《美国科学院院刊》，按每页70美元的标准向有资金的投稿者收取版面费，彩图另外收费。但绝大多数顶尖学术期刊由于可以吸引广告和募捐，不收取版面费。
在中国大陆，版面费的收取始于1988年。鉴于当时运营成本、发行费用激增，部分的科技期刊出现亏损或倒闭现象。中国科协出台了039号文，建议各学会学术期刊收取版面费。此举成为国内期刊收取版面费的开端。现今由于论文发表数量成为了教职员职称评定及高校学科及办学水平和学科建设评估的定量指标。许多学校甚至规定，研究生、博士生必须要在一定等级的学术刊物上发表论文才能毕业。这导致了有限数目能发表论文的学术刊物成为了稀缺资源，发表论收即收取版面费的做法几乎成为了行规和潜规则。另一方面，许多较小学术刊物将版面费作为了盈利工具。大幅降低发表门槛，甚至只要交钱就可以发表论文，成为了纯粹的论文发表工具。版面费的收取及其带来的弊端，近年来广受学术界和媒体的质疑与指责。